# Veilig leren lezen
Veilig leren lezen is een structuurmethode voor het aanvankelijk leesonderwijs. De methode, een uitgave van Uitgeverij Zwijsen, wordt gebruikt in groep 3 van de Nederlandse basisschool en in het eerste leerjaar in Vlaanderen. Het is in Nederland en Vlaanderen de meest gebruikte methode voor aanvankelijk lezen. Sinds het verschijnen van de eerste versie van de methode in 1960 hebben meer dan 10 miljoen kinderen met deze methode leren lezen. De meest recente versie van de methode verscheen in 2023. Ter onderscheiding van eerdere versies van de methode wordt deze versie aangeduid als de Zoem-versie.
De eerste versie van deze leesmethode verscheen in 1960 onder de titel Zo leren lezen. Deze versie was bestemd voor katholieke lagere scholen. In 1963 verscheen een neutrale versie onder de titel Veilig leren lezen. De eerste versie van de methode werd ontwikkeld door een werkgroep onder leiding van F.B. Caesar (pseudoniem van Caesarius Mommers). De eerste woorden van deze versie waren boom, roos, vis, vuur, mus, pim.
In 1980 verscheen de eerste vernieuwing van de methode. Omdat de structureerwoorden bij de herziening niet zijn gewijzigd, wordt de uitgave van 1980 aangeduid als de tweede boom-versie. Daarna verschenen achtereenvolgens de eerste maan-versie (structureerwoorden: maan, roos, vis, sok, aan, pen, en) in 1991, de tweede maan-versie in 2003, de kim-versie in 2014 en de Zoem-versie in 2023.
De eerste versie van de methode Veilig leren lezen bestond hoofdzakelijk uit leesboekjes, werkbloks, wandplaten en een handleiding. De Zoem-versie bestaat uit zowel papieren als digitale leermaterialen. In Veilig leren lezen Zoem wordt gewerkt met ankers in plaats van kernen, zoals in de kim-versie. Er zijn 10 ankers, die gedurende het schooljaar worden doorlopen. Andere wijzigingen in deze versie zijn de focus op de klankstructuur van woorden en de verbinding tussen leerlingen van verschillende niveaus. 